# Amlia
Amlia (en aleutià Amlax) és una illa que forma part del subgrup de les illes Andreanof, a les illes Aleutianes, Alaska. Està situada prop del límit oriental de les illes Andreanof, entre les illes d'Atka i Seguam.
L'illa fa 74 quilòmetres de llarg per 14 d'ample, amb una superfície de 445,7 km², cosa que la situa en la 36a illa més gran dels Estats Units. El terreny és aspre i adust i s'eleva fins als 616 msnm. L'illa no té població permanent i això la converteix en la segona illa deshabitada més gran de les illes Aleutianes. Illes properes són Agligadak, Sagigik i Tanadak.